# Sălașu de Sus
Sălașu de Sus (Hongaars:Felsőszálláspatak) is een dorp en gemeente in de regio Transsylvanië, in het Roemeense district Hunedoara. Het dorp ligt 15 km ten zuiden van Hațeg aan de Mălăiești rivulet. De gemeente bestaat uit de dorpen: Coroiești, Mălăiești, Nucșoara, Ohaba de sub Piatră, Paroș, Peștera, Râu Alb, Râu Mic, Sălașu de Jos, Sălașu de Sus (gemeente hoofdplaats) en Zăvoi. 
In Sălașu de Sus zijn sporen aangetroffen uit de tijd van de Daciërs en Romeinen.
Sălașu de Sus was de residentie van de heren van Sălaș, heeft een kasteel uit de 14e eeuw en een kerk uit de 15e eeuw. Van oudsher werd het kasteel bewoond door Hongaarse adellijke families zoals de Kenderes familie. Het kasteel heeft een kapel die door de adellijke heren eerst Rooms Katholiek en later Hongaars Gereformeerd was. In het dorp staan verder de kerk van de horigen en de kerk van de adellijken. Beide kerken zijn tegenwoordig Roemeens Orthodox, de laatstgenoemde was eerder Hongaars gereformeerd.
De gemeente kende van oudsher ook een relatief grote Hongaarse gemeenschap, tijdens de volkstelling van 1850 waren er 4557 inwoners in de gemeente, 3.394 Roemenen en      1043 Hongaren.